# Ламе (Модена)
Ламе је насеље у Италији у округу Модена, региону Емилија-Ромања.
Према процени из 2011. у насељу је живело 104 становника. Насеље се налази на надморској висини од 771 м.